# Língua cauixana
O Kauixana (Cawishana, Kawishana, Kaiʃana) é uma língua aruaque tida como extinta do Brasil. Poucos falantes foram registrados nos anos 50. 
Aikhenvald (1999) a classificou como uma língua Manao Alto Amazonas junto com a língua shiriana. Kaufman (1994) a colocou no ramo das Leste Nawiki Alto Amazonas junto com línguas há muito extintas como a Jumana (Yumana) e Pasé, as quais Aikhenvald considerou sem classificação, isoladas. Sua sintaxe é ativa-estativa.

## Fonologia
O kauixana tinha 21 fonemas:
- consoantes (15): p, t, k, ʔ, ts, tʃ, x, h, m, n, ɲ, l, ɾ, w, j
- vogais (6): i, e, a, o, i, V́